# Alcoià
Alcoià (em castelhano: Hoya de Alcoy) é uma comarca da Comunidade Valenciana, na Espanha. Está localizada na província de Alicante, e sua capital é o município de Alcoi. Limita com as comarcas de Alacantí, Alto Vinalopó, Comtat, Marina Baixa, Vall d'Albaida e Vinalopó Mitjà.

## Municípios
| Município           | População | Superfície | Densidade |
| ------------------- | --------- | ---------- | --------- |
| Alcoi               | 61,552    | 129,86     | 473,99    |
| Ibi                 | 24.113    | 63         | 382,75    |
| Castalla            | 10.327    | 114,6      | 90,11     |
| Onil                | 7.771     | 48,41      | 160,52    |
| Banyeres de Mariola | 7.240     | 50,28      | 143,99    |
| Tibi                | 1.719     | 70,38      | 24,42     |
| Penáguila           | 323       | 49,92      | 6,47      |
| Benifallim          | 109       | 13'70      | 7,74      |